# Дворец «Дружбы народов»

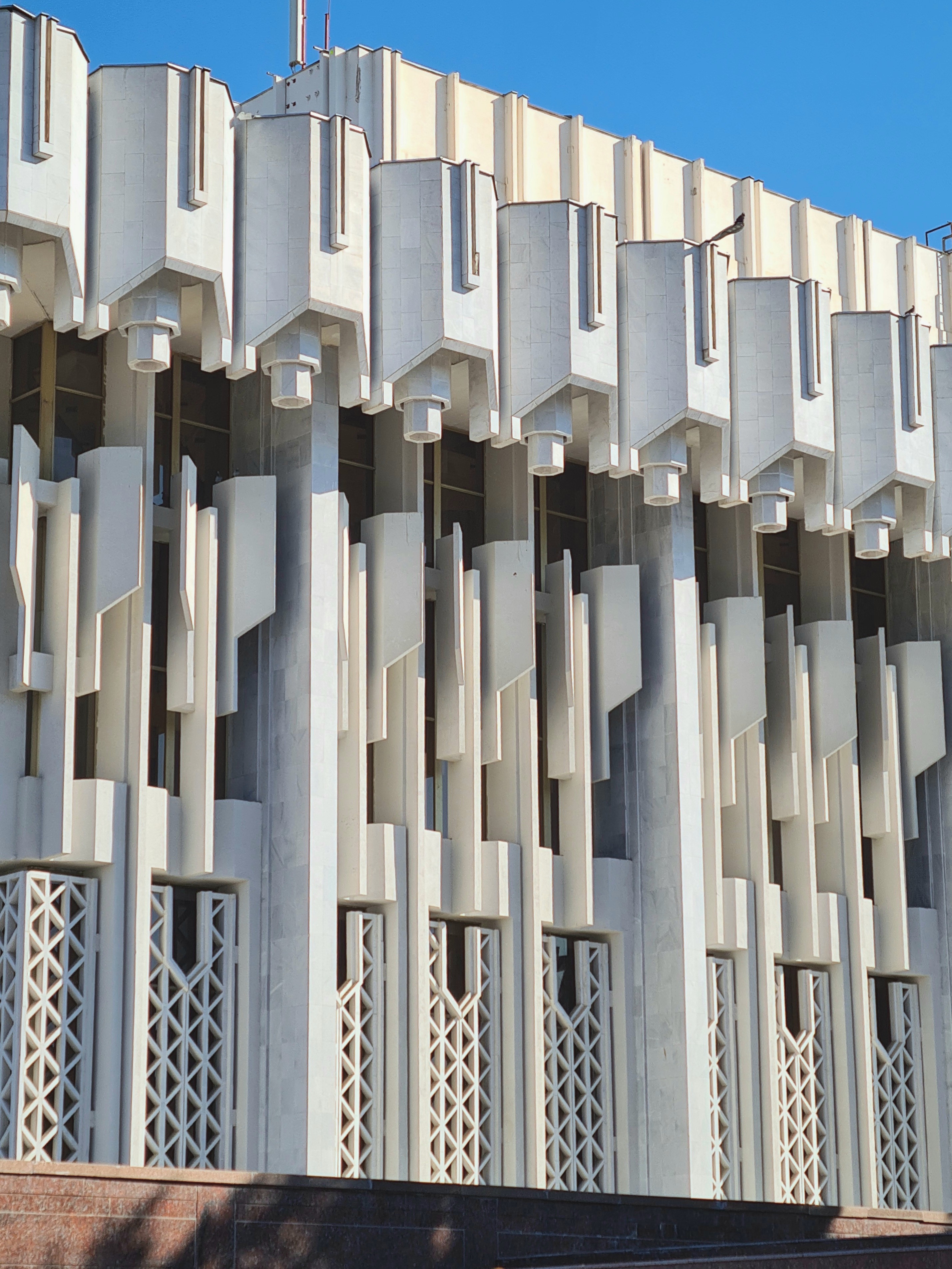

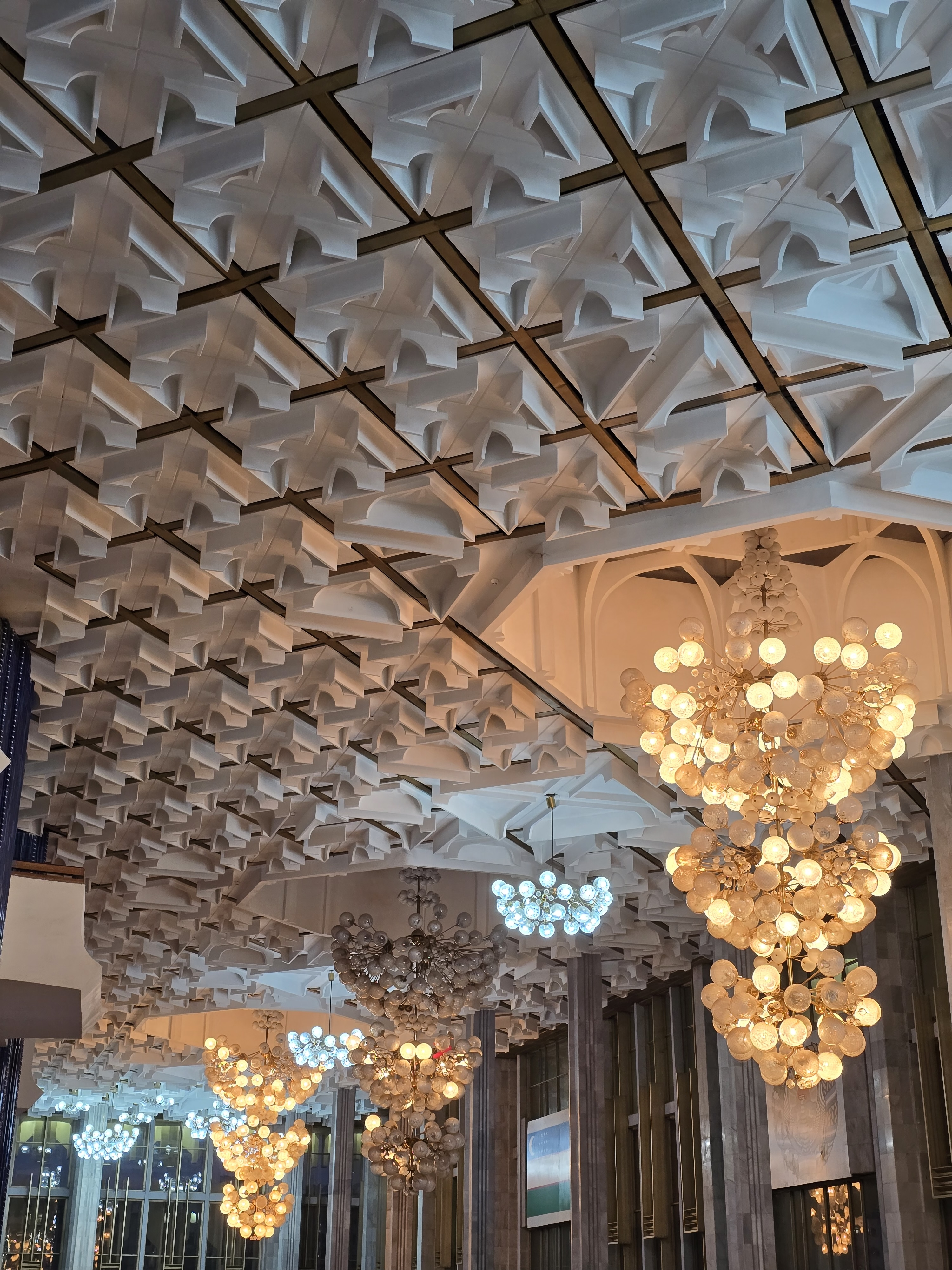
Интерьер холла

Дворец «Дружбы народов» (узб. Xalqlar doʻstligi saroyi) — главный концертный зал Узбекистана.
Был построен в 1980 году (сдан в эксплуатацию в 1981 году ) в Ташкенте по проекту архитектора Евгения Розанова для проведения концертов и праздничных мероприятий. В концертном зале также проводятся официальные церемонии во время визитов представителей иностранных государств.
Уникальной архитектурной форме здания придано сходство с археологическими находками Варахша и Кампир-Кала — основание строения представляет собой квадрат, все четыре стены имеют одинаковую отделку и оформление.

## История
Сооружён в 1980 году на одноименной площади по проекту архитектора Евгения Розанова. Открытая в 1977 году станция метро Чиланзарской линии, имеющая выход на площадь, также носит имя «Дружбы народов». На площади перед дворцом установлен памятник семье Шамахмудовых — монумент Дружбы народов, работы скульптора Д. Б. Рябичева, архитекторов Л. Т. Адамова и С. Р. Адылова.
Согласно протоколу Республиканской комиссии по вопросам упорядочения названий топонимических объектов в Республике Узбекистан от 7 апреля 2008 года № 07-5-16 дворец был переименован во «Дворец искусств Истиклол».
На видеоселекторном совещании 26 апреля 2018 года Президент Узбекистана Шавкат Мирзиеев предложил вернуть прежнее название.
Ташкентский городской Кенгаш народных депутатов на 36-й сессии 3 мая 2018 года утвердил возврат названия «Дружбы народов» дворцу «Истиклол».
После реконструкции зал дворца вмещает в себя 3968 человек. Общая площадь комплекса составляет 12 000 м³ и включает в себя концертный зал — 2 208 м³, сцену — 1 152 м³, банкетные залы — 700 м³, пятиэтажное административное здание, гримёрные и пищеблок.
Дворец «Дружбы народов» является главным концертным залом Узбекистана, в котором проводятся важнейшие международные и республиканские форумы, проходят выступления известных зарубежных и отечественных эстрадных исполнителей и творческих коллективов.
- В мае 1992 года во дворце проходила первая историческая встреча глав СНГ, в ходе которой был подписан протокол о создании Организации Договора о коллективной безопасности.
- В 1993 — 94 годах — встреча глав государств стран Центральной Азии и Казахстана.
- В разное время — официальные визиты руководителей Франции, Китая, Германии, Ирана, России и Белоруссии.
- В июне 2003 года — форум Европейского банка реконструкции и развития.
- В июне 2004 года — Саммит ШОС под председательством Узбекистана.
- 5 июня 2004 года — Дни культуры Китайской Народной Республики[1].
- 9 апреля 2018 года — концерт Scorpions[8].

## Изображение на банкнотах и государственных наградах
Здание Дворца «Дружбы народов» изображено на банкнотах и государственных наградах Республики Узбекистан.
- На банкноте в 100 сумов, самой крупной купюре на момент введения сума в 1994 году.
- На ордене «Мехнат шухрати», учреждённом в 1995 году.

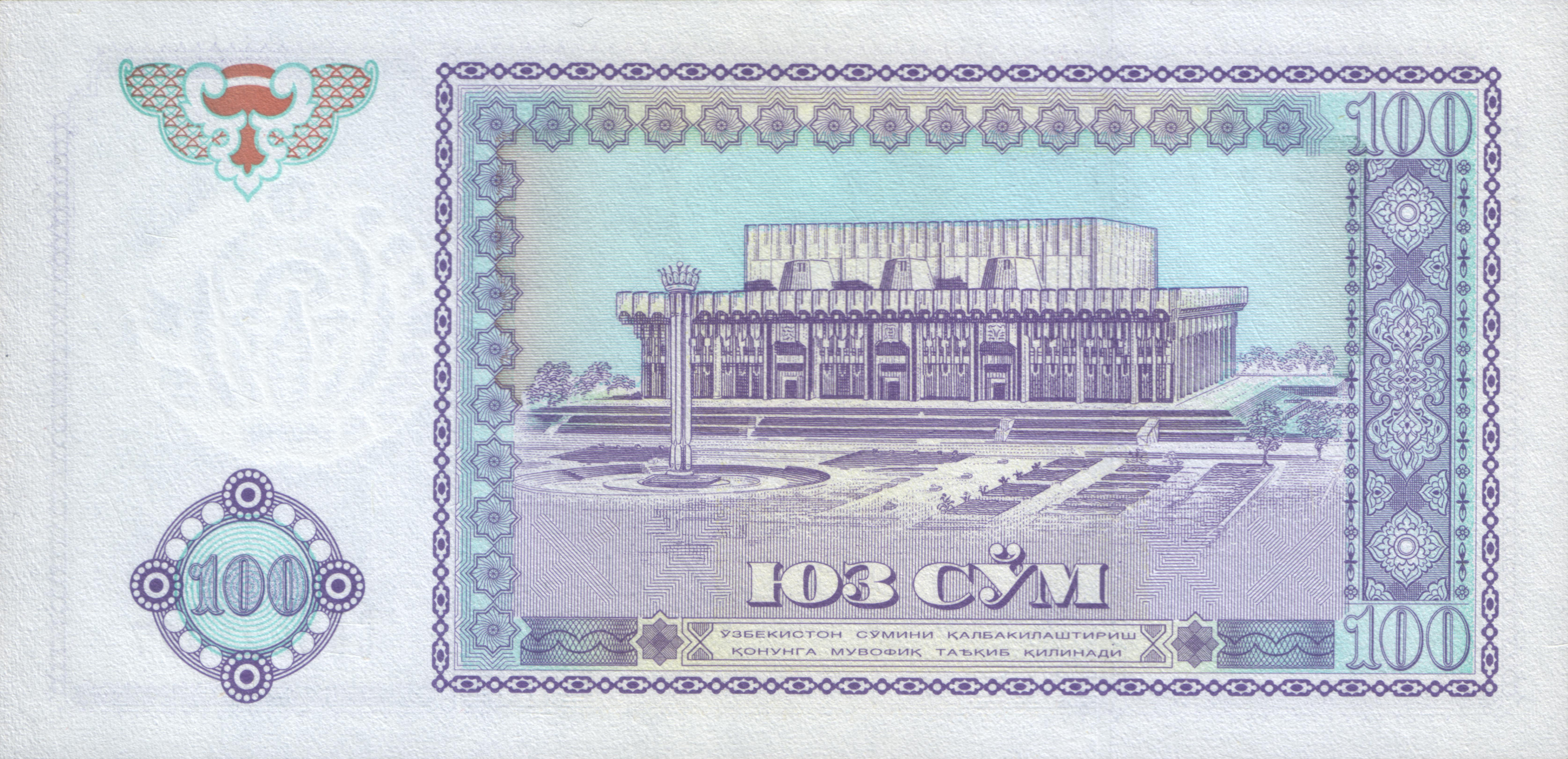
Изображение дворца на банкноте 100 сумов
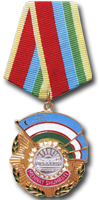
Изображение дворца на ордене «Мехнат шухрати»